# Castello alto di Celje
Il castello di Celje (in sloveno Celjski grad, Celjski zgornji grad o Stari grad Celje, conosciuto anche come castello alto di Celje o castello Vecchio) è un castello di origine medievale che si trova a Celje in Slovenia. Formalmente appartiene ai conti di Celje. Si trova su tre colline nella zona a sud della città, vicino al fiume Savinja. Nel castello sono iniziati dei lavori di restauro. Risulta essere una delle più grandi fortificazioni in territorio sloveno.

## Epoca moderna
L'ufficio del turismo di Celje organizza un evento dal titolo Pod zvezdami Celjanov, che tradotto vuol dire "Sotto le stelle di Celje": all'interno del castello ogni fine estate, sono organizzate rappresentazioni e spettacoli della tipica vita medievale. Nel castello si svolgono anche alcuni concerti di musica. Annualmente visitano il castello circa 60.000 persone.

## Galleria d'immagini

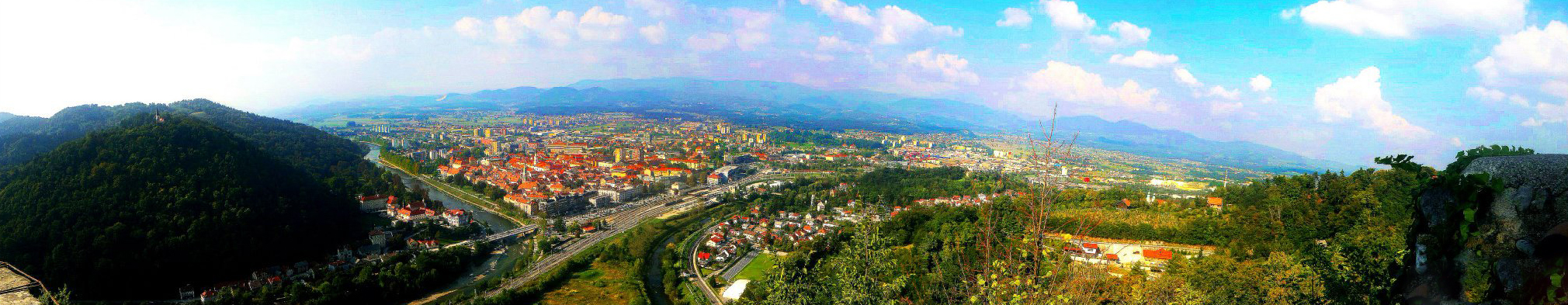
Panorama della città dal castello

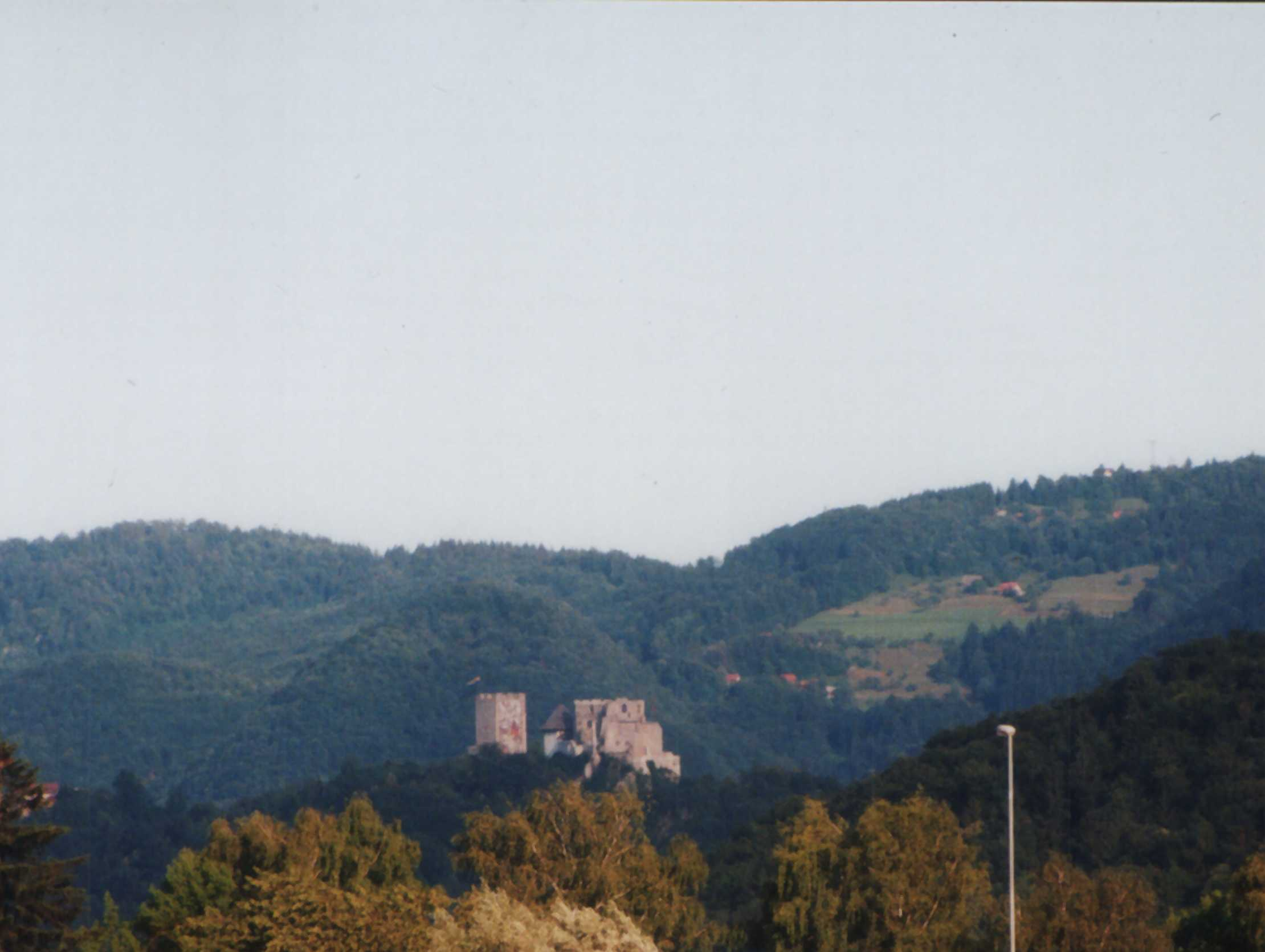
Cortile interno del castello.
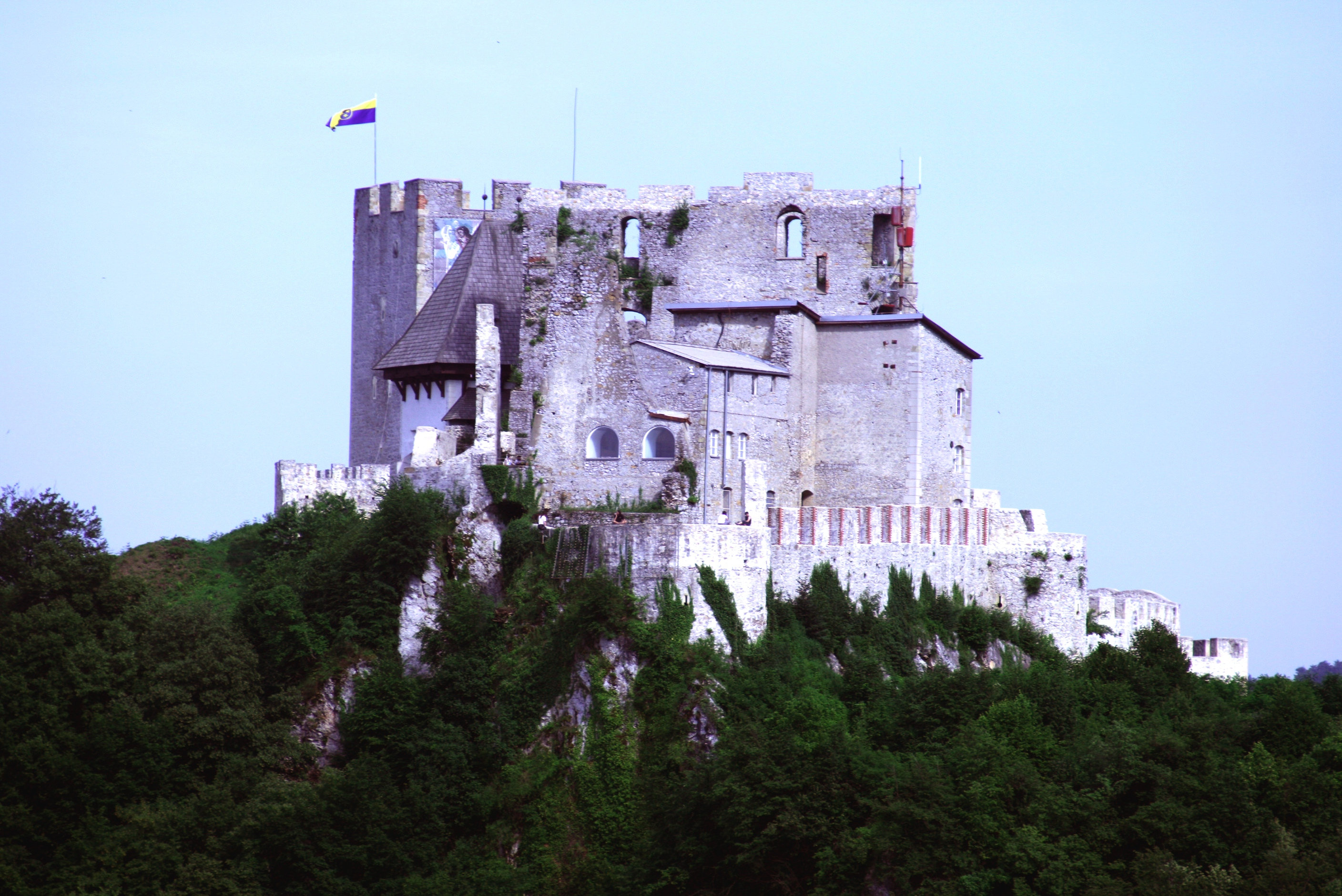